# Список територіальних громад Полтавської області
Це список територіальних громад Полтавської області, створених в рамках адміністративно-територіальної реформи 2015—2020.

## Загальний перелік громад
1. Білицька селищна громада,
2. Білоцерківська сільська громада,
3. Великобагачанська селищна громада,
4. Великобудищанська сільська громада,
5. Великорублівська сільська громада,
6. Великосорочинська сільська громада,
7. Гадяцька міська громада,
8. Глобинська міська громада,
9. Гоголівська селищна громада,
10. Горішньоплавнівська міська громада,
11. Градизька селищна громада,
12. Гребінківська міська громада,
13. Диканська селищна громада,
14. Драбинівська сільська громада,
15. Заводська міська громада,
16. Зіньківська міська громада,
17. Кам’янопотоківська сільська громада,
18. Карлівська міська громада,
19. Кобеляцька міська громада,
20. Козельщинська селищна громада,
21. Коломацька сільська громада,
22. Комишнянська селищна громада,
23. Котелевська селищна громада,
24. Краснолуцька сільська громада,
25. Кременчуцька міська громада,
26. Ланнівська селищна громада,
27. Лохвицька міська громада,
28. Лубенська міська громада,
29. Лютенська сільська громада,
30. Мартинівська сільська громада,
31. Мачухівська сільська громада,
32. Машівська селищна громада,
33. Миргородська міська громада,
34. Михайлівська сільська громада,
35. Нехворощанська сільська громада,
36. Новогалещинська селищна громада,
37. Новооржицька селищна громада,
38. Новосанжарська селищна громада,
39. Новоселівська сільська громада,
40. Оболонська сільська громада,
41. Омельницька сільська громада,
42. Опішнянська селищна громада,
43. Оржицька селищна громада,
44. Петрівсько-Роменська сільська громада,
45. Пирятинська міська громада,
46. Піщанська сільська громада,
47. Полтавська міська громада,
48. Пришибська сільська громада,
49. Решетилівська міська громада,
50. Ромоданівська селищна громада,
51. Семенівська селищна громада,
52. Сенчанська сільська громада,
53. Сергіївська сільська громада,
54. Скороходівська селищна громада,
55. Терешківська сільська громада,
56. Хорольська міська громада,
57. Чорнухинська селищна громада,
58. Чутівська селищна громада,
59. Шишацька селищна громада,
60. Щербанівська сільська громада.